# Aphytis
Aphytis is een geslacht van vliesvleugeligen uit de familie Aphelinidae. De wetenschappelijke naam van dit geslacht is voor het eerst geldig gepubliceerd in 1900 door Howard.

## Soorten
Het geslacht Aphytis omvat de volgende soorten:
- Aphytis aberrans Prinsloo & Neser, 1994
- Aphytis abnormis (Howard, 1881)
- Aphytis acalcaratus Ren Hui, 1988
- Aphytis acrenulatus DeBach & Rosen, 1976
- Aphytis acutaspidis Rosen & DeBach, 1979
- Aphytis africanus Quednau, 1964
- Aphytis alami Agarwal, 1964
- Aphytis albus Li & Yang, 2004
- Aphytis aligarhensis Hayat, 1998
- Aphytis amazonensis Rosen & DeBach, 1979
- Aphytis angeloni (Girault, 1932)
- Aphytis angustus Compere, 1955
- Aphytis anneckei DeBach & Rosen, 1976
- Aphytis anomalus Compere, 1955
- Aphytis antennalis Rosen & DeBach, 1979
- Aphytis aonidiae (Mercet, 1911)
- Aphytis argenticorpus Rosen & DeBach, 1979
- Aphytis australiensis DeBach & Rosen, 1976
- Aphytis azai Abd-Rabou, 2004
- Aphytis bangalorensis Rosen & DeBach, 1986
- Aphytis bedfordi Rosen & DeBach, 1979
- Aphytis benassyi Fabres, 1978
- Aphytis breviclavatus Huang, 1994
- Aphytis capensis DeBach & Rosen, 1976
- Aphytis capillatus (Howard, 1907)
- Aphytis caucasicus Chumakova, 1964
- Aphytis cercinus Compere, 1955
- Aphytis chilensis Howard, 1900
- Aphytis chionaspis Ren Hui, 1988
- Aphytis chrysomphali (Mercet, 1912)
- Aphytis ciliatus (Dodd, 1917)
- Aphytis cochereaui DeBach & Rosen, 1976
- Aphytis coheni DeBach, 1960
- Aphytis columbi (Girault, 1932)
- Aphytis comperei DeBach & Rosen, 1976
- Aphytis confusus DeBach & Rosen, 1976
- Aphytis cornuaspis Huang, 1994
- Aphytis costalimai (Gomes, 1942)
- Aphytis cylindratus Compere, 1955
- Aphytis dealbatus Compere, 1955
- Aphytis debachi Azim, 1963
- Aphytis densiciliatus Huang, 1994
- Aphytis desantisi DeBach & Rosen, 1976
- Aphytis diaspidis (Howard, 1881)
- Aphytis elongatus Huang, 1994
- Aphytis equatorialis Rosen & DeBach, 1979
- Aphytis erythraeus (Silvestri, 1915)
- Aphytis fabresi DeBach & Rosen, 1976
- Aphytis faurei Annecke, 1964
- Aphytis fioriniae Rosen & Rose, 1989
- Aphytis fisheri DeBach, 1959
- Aphytis funicularis Compere, 1955
- Aphytis gordoni DeBach & Rosen, 1976
- Aphytis griseus Quednau, 1964
- Aphytis haywardi (De Santis, 1948)
- Aphytis hispanicus (Mercet, 1912)
- Aphytis holoxanthus DeBach, 1960
- Aphytis huidongensis Huang, 1994
- Aphytis hyalinipennis Rosen & DeBach, 1979
- Aphytis ignotus Compere, 1955
- Aphytis immaculatus Compere, 1955
- Aphytis japonicus DeBach & Azim, 1962
- Aphytis keatsi (Girault, 1919)
- Aphytis landii Rosen & DeBach, 1986
- Aphytis lepidosaphes Compere, 1955
- Aphytis liangi Huang, 1994
- Aphytis libanicus Traboulsi, 1969
- Aphytis limonus (Rust, 1915)
- Aphytis lindingaspis Huang, 1994
- Aphytis lingnanensis Compere, 1955
- Aphytis longicaudus Rosen & DeBach, 1979
- Aphytis luteus (Ratzeburg, 1852)
- Aphytis maculatipennis (Dozier, 1933)
- Aphytis maculatipes (Girault, 1917)
- Aphytis maculatus (Shafee, 1970)
- Aphytis maculicornis (Masi, 1911)
- Aphytis mandalayensis Rosen & DeBach, 1979
- Aphytis manii Hayat, 1998
- Aphytis margaretae DeBach & Rosen, 1976
- Aphytis mashae Myartseva, 2004
- Aphytis matruhi Abd-Rabou, 2004
- Aphytis mazalae DeBach & Rosen, 1976
- Aphytis melanostictus Compere, 1955
- Aphytis melinus DeBach, 1959
- Aphytis merceti Compere, 1955
- Aphytis mimosae DeBach & Rosen, 1976
- Aphytis minutissimus (Girault, 1913)
- Aphytis miquihuana Myartseva, 2010
- Aphytis moldavicus Yasnosh, 1966
- Aphytis mytilaspidis (Le Baron, 1870)
- Aphytis neuter Yasnosh & Myartseva, 1971
- Aphytis newtoni (Girault, 1913)
- Aphytis nigripes (Compere, 1936)
- Aphytis notialis De Santis, 1965
- Aphytis noumeaensis (Howard, 1907)
- Aphytis obscurus DeBach & Rosen, 1976
- Aphytis opuntiae (Mercet, 1912)
- Aphytis paramaculicornis DeBach & Rosen, 1976
- Aphytis peculiaris (Girault, 1932)
- Aphytis perissoptroides (Girault, 1915)
- Aphytis perplexus Rosen & DeBach, 1979
- Aphytis philippinensis DeBach & Rosen, 1976
- Aphytis phoenicis DeBach & Rosen, 1976
- Aphytis pilosus DeBach & Rosen, 1976
- Aphytis pinnaspidis Rosen & DeBach, 1979
- Aphytis proclia (Walker, 1839)
- Aphytis punctaticorpus (Girault, 1917)
- Aphytis quadraspidioti Li, 1996
- Aphytis riyadhi DeBach, 1979
- Aphytis rolaspidis DeBach & Rosen, 1976
- Aphytis roseni DeBach & Gordh, 1974
- Aphytis ruskini (Girault, 1915)
- Aphytis salvadorensis Rosen & DeBach, 1979
- Aphytis sankarani Rosen & DeBach, 1986
- Aphytis secundus (Compere, 1936)
- Aphytis sensorius DeBach & Rosen, 1976
- Aphytis setosus DeBach & Rosen, 1976
- Aphytis simmondsiae DeBach, 1984
- Aphytis simplex (Zehntner, 1897)
- Aphytis sinaii Abd-Rabou, 2005
- Aphytis stepanovi Yasnosh, 1995
- Aphytis taylori Quednau, 1964
- Aphytis testaceus Chumakova, 1961
- Aphytis theae (Cameron, 1891)
- Aphytis transversus Huang, 1994
- Aphytis tucumani Rosen & DeBach, 1979
- Aphytis ulianovi Girault, 1932
- Aphytis unaspidis Rose & Rosen, 1991
- Aphytis unicus Huang, 1994
- Aphytis vandenboschi DeBach & Rosen, 1976
- Aphytis vastus Prinsloo & Neser, 1994
- Aphytis vittatus (Compere, 1925)
- Aphytis wallumbillae (Girault, 1924)
- Aphytis yanonensis DeBach & Rosen, 1982
- Aphytis yasumatsui Azim, 1963